# 蔡德宽
蔡德宽（1958年—），河北卢龙人，汉族，中华人民共和国政治人物、第十一届全国人民代表大会河北地区代表。
加入中共，担任秦皇岛市山海关区新建村党支部书记、村委会主任。2008年起担任全国人大代表。